# Filatelia

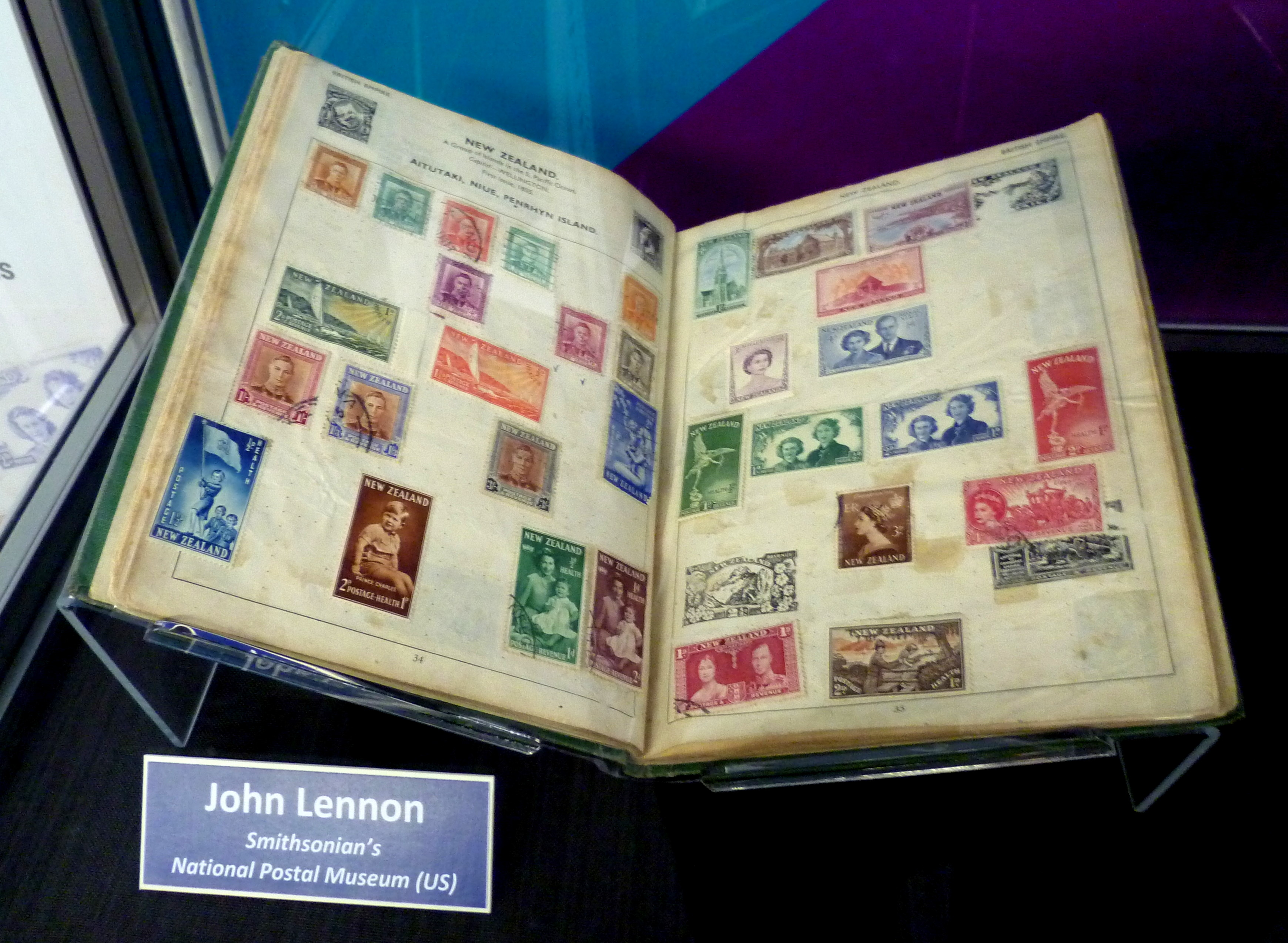
La collezione di francobolli di John Lennon

Filatelia è il termine con cui si identifica il collezionismo di francobolli. Tale termine è stato coniato nel XIX secolo unendo i termini greci filos ("amante") e atelia ("franchigia"), dove franchigia è un termine usato per indicare la tassa dovuta per il recapito della posta. Il termine origina il sostantivo "filatelista" e l'aggettivo "filatelico". Con filatelista si intende dunque la persona che si interessa di filatelia, mentre gli oggetti utili al filatelista sono detti filatelici.

## Storia
Il primo francobollo (il famoso Penny Black) venne emesso dalla Gran Bretagna nel 1840 e già nel 1856 ebbero luogo negli Stati Uniti le prime riunioni di filatelisti. Ai primordi della storia postale le emissioni di francobolli erano infrequenti e limitate a poche nazioni, e pertanto i primi collezionisti si dedicavano alle raccolte generali o mondiali di francobolli, cosa oggi impensabile da farsi vista l'enorme quantità di francobolli che vengono emessi ogni anno. Inizialmente i francobolli venivano recuperati dalla corrispondenza e utilizzati anche a scopo decorativo. Nei primi anni abitualmente i francobolli venivano incollati ai fogli d'album. Successivamente si diede più importanza alla conservazione e i francobolli venivano applicati all'album con l'ausilio di una linguella nella parte retrostante. Con l'avvento delle materie plastiche e quindi delle taschine da collezione l'uso della linguella venne progressivamente abbandonato e l'attenzione dei collezionisti si concentrò prevalentemente sui valori nuovi con gomma integra (senza la traccia di linguella).
Nel 1861 venne stampato il primo catalogo di francobolli ad opera del francese Alfred Potiquet, che si era basato sul lavoro svolto qualche mese prima dal connazionale Oscar Berger Levrault. Avendo ora a disposizione album e cataloghi l'attenzione dei collezionisti si spostò verso la ricerca dei valori mancanti alle proprie collezioni e apparve chiara la difficoltà di reperimento di alcuni valori. Tale difficoltà spostò l'attenzione della maggior parte dei collezionisti sulla ricerca delle rarità filateliche. Con il concetto di rarità veniva a concretizzarsi la caratteristica tipica di bene economico in seguito alla quale nasceva il mercato finanziario-filatelico con lo stabilirsi di quotazioni riportate sia sui cataloghi specializzati.
Il 15 dicembre 1862 uscì la prima copia del Monthly Advertiser: prima rivista specializzata in campo filatelico ad avere un futuro duraturo. Fu preceduta dall'effimero British Monthly Intelligence. Sempre nel 1862 fu stampato il primo catalogo filatelico inglese; “Hand Catalogue of Postage Stamps” di J. E. Gray edito a Londra da R. Hardwicke ed ancora nel 1862 fu prodotto il primo album per la conservazione dei francobolli ad opera del commerciante francese Justin Lallier. Nel 1864 il collezionista francese Gustave Herpin ideò il termine "filatelista", neologismo di etimologia greca che significa "amante dell'assenza di tassa": che si impose rapidamente in moltissime lingue del mondo. Sempre nel 1864 apparve il primo catalogo filatelico dei francobolli italiani: la “Guida di tutti i francobolli emessi dal 1840 alla fine di giugno 1864”; opera di G. Breker.
Nel 1866 fu fondata negli U.S.A. la Excelsior Stamp Association; prima associazione filatelica del mondo. Il 18 marzo 1872 ad opera di J. W. Scott venne compilato il primo catalogo d'asta filatelica. Nel 1890 il filatelista John Nicholas Luff fu considerato il più autorevole esperto di filatelia statunitense e fu il primo ad usare un metodo sistematico per studiare i francobolli. 
Avvertita da tempo dai collezionisti italiani la necessità della pubblicazione di un catalogo di francobolli, venne espressa con forza durante il «2° Congresso Filatelico Italiano» tenutosi a Torino nel 1911. Tra attriti e vivaci discussioni il lavoro venne assegnato alla Casa Editrice Yvert & Tellier. Condizionata dalla convinzione che le pubblicazioni d’oltralpe (e d’oltre Manica) sottovalutassero i francobolli italiani, l’accoglienza riservata al catalogo di 162 pagine pubblicato ad Amiens nel 1915 non fu benevola. Nel 1920 fu costituita la Società anonima cooperativa editrice fra filatelisti italiani con sede in Genova presso Ernesto Marini (Fondatore della ditta ancor oggi leader nella produzione di materiale filatelico), avente lo scopo di portare a compimento il nuovo catalogo. Risultò evidente che per incontrare i favori dei collezionisti, la compilazione del catalogo doveva essere affidata a un comitato di esperti italiani. L’avvincente progetto però fu presto accantonato per lo scoppio della prima guerra mondiale. Il comitato incaricato della stesura dell’opera era composto da: Emilio Diena, presidente, il figlio Alberto, Alberto Bolaffi, Pompeo Fabri, Arturo Ermo Fiecchi e Leopoldo Rivolta. Tra le scelte di impostazione della pubblicazione una, alquanto inusuale per un catalogo, fu quella di non riportare prezzi, demandando a un Sindacato fra i negozianti di francobolli da collezione “ampia facoltà di dare in luce periodicamente dei listini di prezzi, compilati seguendo la numerazione adottata dal catalogo”. Tra l’entusiasmo dei collezionisti, nell’aprile del 1923 l’opera attesa per oltre un decennio trovò compimento. Il 29 S.M. il Re invitò per le ore 10,20 del giorno successivo, in udienza privata presso il Palazzo Reale del Quirinale, il Cav. Uff. Emilio Diena, il Cav. Pompeo Fabri e l’Ing. Alberto Diena (ai quali si unirà l’ammiraglio Aristide Garelli), nel corso dell'incontro gli invitati presentarono al Re il primo “Catalogo descrittivo dei francobolli d'Italia”, monumentale pietra miliare nella filatelia, che pone le basi della classificazione sistematica dei francobolli. Il 30 ottobre 1919 Percy C. Bishop, membro del London Stamp Club, propose l'istituzione del "Filatelic Order of Merit" per onorare gli scrittori filatelici. L'iscrizione in questo ordine rappresentava uno dei più importanti premi filatelici internazionali. Nel marzo del 1920, una giuria composta da cinque elementi pubblicò la prima lista di venticinque nomi da inserire nel "Filatelic Order of Merit", selezionati tra le associazioni britanniche, Nel 1921 durante il congresso di Harrogate, sotto la supervisione di Re Giorgio V fu cambiato nome in Roll of Distinguished Philatelist e tale è rimasto fino ai giorni nostri. Re Giorgio V, grande appassioinato e collezionista di francobolli, fu il primo ad apporre la sua firma su uno dei cinque grandi fogli di pergamena che compongono il "Roll"; tra i quaranta originari firmatari non poteva mancare il maestro della filatelia Emilio Diena. A partire dal 1922, la selezione dei firmatari è annuale e nel 1981 appose la propria firma sul Roll anche l'italiano Giulio Bolaffi.

### Grandi collezionisti
Filippo De Ferrari meglio noto come "Philippe la Renotière Von Ferrary" è tuttora considerato il più grande collezionista di tutti i tempi. Nato nel 1850 aveva trovato nella filatelia la sintesi di tutti i suoi studi e la grande passione della sua vita. Ereditò un'immensa fortuna e destinò tre stanze del suo Palazzo Galliera di Parigi ad accogliere la sua grandiosa collezione. Come curatore della sua collezione aveva assunto Pierre Mahé uno dei più quotati commercianti di Parigi. Ogni lunedì Mahe riceveva la somma di 50.000 franchi che dovevano servire agli acquisti filatelici della settimana. Tra i suoi acquisti vi fu, ad esempio, l'unico esemplare noto del 1 cent magenta di Guyana del 1856. Alla sua morte la collezione venne donata al Museo Postale di Berlino ma il governo francese la sequestrò mettendola all'asta tra il 1921 ed il 1925 realizzando più di 26.000.000 di franchi di allora. 
Meno noto ma non secondo al Ferrari fu Thomas Keay Tapling. Tapling nacque nel 1855 in Inghilterra, ma non ebbe la stessa notorietà di Filippo De Ferrari in quanto la sua collezione, se pure di inestimabile valore e completa dei più rari "classici", alla sua morte fu donata al British Museum che ancora la detiene. Alla morte dei due grandi filatelici europei, il più importante collezionista divenne poi l'americano Arthur Hind. Quest'ultimo, fu anche il maggior acquirente alle "aste Ferrari" ma ben presto, nel 1934, la sua collezione venne messa in vendita. Dal momento che il mondo stava ancora risollevandosi dalla grande crisi economica del 1929, alcuni pezzi realizzarono somme inferiori a quelle dell'acquisto. I maggiori compratori furono gli ultimi tre grandi collezionisti del primo periodo: Maurice Burrus, Alfred Caspary ed Alfred Lichtenstein.

## Grandi rarità filateliche

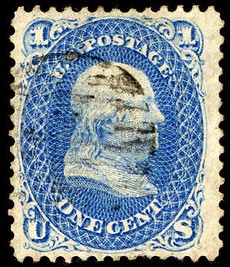
Z Grill della Biblioteca Pubblica di New York

Normalmente le grandi rarità filateliche attraggono il grande pubblico per l'elevato valore commerciale che le accompagna. In realtà non è possibile stabilire quale sia il francobollo più costoso del mondo in quanto questa caratteristica è riservata a pochi esemplari rarissimi che richiedono non una valutazione annuale come succede per i valori normalmente presenti in un catalogo, ma una valutazione in base alla quotazione raggiunta dall'asta che ne ha eseguito la transazione o dal prezzo di vendita spuntato da un acquirente privato (in genere questa informazione non è accessibile). La storia commerciale di uno dei francobolli più rari al mondo è in grado di far luce su questi concetti: il "One Cent" magenta della Guyana del 1856. Di questo francobollo è noto un solo esemplare al mondo (difettoso) e derivante dalla grande collezione De Ferrary. Nella sua penultima comparsa ad un'asta nel 1985 spuntò la cifra di 1 000 000 $ mentre all'ultima asta del 14 giugno 2014 venne aggiudicato per 9500000 $ quindi con un incremento di valore di circa 10 volte in 29 anni.
Altro esemplare famoso è lo "Z Grill" da 1 centesimo che raffigura Benjamin Franklin. Emesso negli Stati Uniti d'America è così denominato poiché al verso presenta una griglia in rilievo di mm 11 x 14 che serviva a far assorbire di più l'inchiostro dei timbri per evitare le frodi postali. In un'asta del 2005 negli USA è stato aggiudicato per 3 000 000 $. Se ne conoscono solamente due esemplari; uno è conservato in una collezione privata mentre l'altro è custodito presso la New York Public Library.
Tristemente famosi sono i valori da 2 centesimi azzurro del 1851 emessi dalle Hawaii e di cui solo tre esemplari sono perfettamente conservati: uno nuovo e due usati; ogni esemplare venne stampato su carta sottilissima con la scritta “Hawaiian postage” su due righe. Nel giugno del 1882 il collezionista Gaston Leroux fu trovato assassinato nel suo appartamento parigino e la polizia fu in grado di stabilire che il movente era proprio il furto di un valore da 2 centesimi del 1851. Dopo qualche mese un poliziotto rintracciò l'esemplare rubato da un vecchio amico di Leroux, anche lui collezionista, che confessò di aver ucciso Leroux in quanto si era rifiutato di vendergli l'esemplare consentendo il completamento della sua collezione.
Tra i francobolli italiani compresi in questa ristretta cerchia di rarità vi è senza dubbio il famosissimo "3 Lire di Toscana Faruk". Si tratta di una busta contenente il valore da 3 Lire emesso dal Governo Provvisorio della Toscana nel 1860 e recapitata in Egitto. Ne sono note due soltanto; una di queste fu battuta a un'asta Bolaffi del 1991 realizzando un prezzo di vendita di oltre 450.000 Euro.
Diverso è il discorso per i francobolli rari e molto costosi ma normalmente catalogati ed aggiornati annualmente dai cataloghi. Con una quotazione tra le più elevate vi è l'80 centesimi del Governo Provvisorio del Ducato di Parma emesso nel 1859. Rappresenta la cifra del valore in una cornice ottagonale ed è di colore ocra. Allo stato di usato è quotato attualmente 500000 €. Il record viene condiviso dal francobollo denominato "Trinacria" emesso nel 1860 dalla breve dittatura di Garibaldi nel Regno di Napoli, allo stato di nuovo linguellato nel 2009 era quotato 500.000 Euro.

## Tipologia delle collezioni filateliche
La filatelia propriamente detta si interessa del collezionismo dei francobolli ma esistono numerosi rami collezionistici specializzati molto diversi tra loro.
Ne elenchiamo solo alcuni:
- La filatelia classica si occupa dei francobolli nuovi o usati divisi per nazione.
- La filatelia tematica si occupa dei francobolli di qualsiasi nazione divisi per tema.
- La filatelia specializzata si occupa delle possibili varianti di una stessa emissione.
- La storia postale si occupa di tutti i documenti viaggiati per posta.
- La aerofilatelia si occupa dello studio della posta aerea.
- La marcofilia si occupa dello studio degli annulli postali.
- La interofilia si occupa dello studio degli interi postali.
- La erinnofilia si occupa delle etichette e dei chiudilettera commemorativi.
- La fiscalistica si occupa delle marche da bollo e delle marche fiscali.

Tra la filatelia propriamente detta, la storia postale e la marcofilia, esiste un tipo di collezione comune che è quello delle buste primo giorno (o ‘first day cover' FDC). Queste sono buste speciali prodotte da varie case editrici che presentano il francobollo applicato ed annullato con un timbro speciale celebrativo nel primo giorno di emissione.
Gli interi postali, sono invece cartoline, buste, biglietti o aerogrammi preaffrancati, con vignette e scritte indicanti il valore. Nei caso dei biglietti e degli aerogrammi essi sono dei fogli ripiegati con lembi gommati e talvolta perforati. L'affrancatura, che somiglia tutto e per tutto ad un francobollo, è stampata su di essi.

### Filatelia classica
La filatelia classica ha per oggetto lo studio ed il collezionismo del francobollo allo stato di nuovo o di usato. I francobolli vengono in genere classificati e raccolti come segue:
- tutti i francobolli emessi da uno stato, come ad esempio l'Italia, in tutte le epoche storiche;
- i francobolli emessi da uno stato durante un particolare periodo storico, come ad esempio per l'Italia i francobolli emessi dal Regno d'Italia, comprendenti emissioni dal 1861 al 1946;

### Filatelia tematica
La filatelia tematica nasce grazie alle intuizioni dell'abate Lucien Braun che diffuse in Francia e Germania un collezionismo che alla logica della cronologia di emissione contrapponeva quella del tema intrinseco alla vignetta del francobollo. Diversi fattori hanno poi contribuito alla crescente popolarità di questo collezionismo ma è pesato in maniera determinante il generale minor impegno finanziario richiesto. Si può definire la filatelia tematica come una componente della filatelia in cui le collezioni sono ordinate secondo un tema, un soggetto o un motivo di emissione. Per evitare fraintendimenti sulle definizioni di filatelia tematica la Federazione internazionale di filatelia ha patrocinato l'iniziativa di regolamentarne la materia. Fatto salvo il diritto di collezionare secondo un proprio gusto personale, in base al regolamento approvato dalla Federazione le collezioni vengono suddivise in tre categorie: tematiche, per scopo di emissione ed a soggetto. La tematica propriamente detta sviluppa un tema accompagnato da testi esplicativi, la collezione per scopo di emissione è un insieme filatelico che ha come filo conduttore la scopo di emissione dei francobolli e la collezione a soggetto ha come scopo la raccolta dei francobolli con lo stesso soggetto rappresentato sulla vignetta.

### Storia postale
I francobolli possono essere collezionati insieme al documento cartaceo sul quale sono stati applicati; in questo caso il collezionismo viene definito di storia postale in quanto lo scopo è lo studio degli annulli impressi e del percorso effettuato dalla busta. Non rientrano in questo collezionismo gli annulli detti "di favore" in quanto non effettuati con lo scopo di spedire il documento postale ma soltanto a scopo collezionistico. Altra modalità è la conservazione dei francobolli "su frammento" ottenuto dal ritaglio di una piccola porzione del documento sul quale i valori sono applicati. I collezionisti di frammenti in genere conservano anche l'annullo presente senza rovinarlo. 

Un annullo speciale commemorativo di un poeta dialettale

 Più diffuso ai giorni odierni è il collezionismo di francobolli su buste "primo giorno" (dette in inglese First Day Cover – FDC) che riportano un annullo speciale riservato al solo giorno di emissione; spesso anche la busta o cartolina riservata a tale tipo di collezionismo riporta immagini e didascalie relative all'emissione.
Negli ultimi anni, in Italia ha preso piede anche il collezionismo di “folder” ossia di speciali confezioni contenenti vari oggetti filatelici preparati dall'ente emittente tra cui: francobolli nuovi, tessere filateliche e FDC.

#### Oggetti di studio della storia postale
- lettere
- buste viaggiate,
- buste primo giorno,
- cartoline,
- aerogrammi,
- Cartoline postali,
- pacchi postali,
- fatture commerciali,
- giornali,
- vaglia postali,
- ricevute di ogni tipo di servizio postale.

Questi documenti vengono a loro volta suddivisi per epoca, territorio, e modalità di inoltro. L'esame del documento postale affrancato avviene attraverso 3 diverse fasi:
1. accertamento dell'esatta natura del documento;
2. esame degli eventuali servizi aggiuntivi;
3. confronto fra la tariffa presente e la tariffa in vigore nel momento dell'annullo;
4. ricostruzione, dove possibile, del percorso postale.

### Marcofilia
Lo studio degli annulli e dei timbri è detto "marcofilia" ed ha lo scopo di osservare e catalogare i bolli usati durante un servizio postale per annullare i francobolli e inoltrare la corrispondenza. Esistono casi di annulli molto ricercati in quanto legati a particolari eventi storici come ad esempio il noto Ferro di cavallo; così chiamato per la sua forma studiata per non deturpare l'effigie di Ferdinando di Borbone del Regno delle due Sicilie.

### Storia filatelica
Si tratta della ricostruzione degli eventi storici, politici e sociali di una nazione attraverso i documenti storico-postali. È una nuovissima branca della filatelia nata dall'unione della passione per la storia con i francobolli e il materiale storico-postale. È molto più economica della storia postale poiché si può ricostruire le vicende di una nazione con francobolli e materiale storico-postale molto comune.

## Il francobollo per la collezione filatelica

### Scelta dell'esemplare da collezione
Tutti i francobolli possono essere collezionati: ogni singolo francobollo è un vero e proprio frammento di storia unica ed irripetibile indipendentemente dallo stato di conservazione. Va però fatto notare che in filatelia (commercio, scambio, esposizioni) i francobolli difettosi o in pessimo stato di conservazione non hanno praticamente valore ad eccezione dei francobolli frazionati per l'uso postale e delle grandi rarità che una bassa percentuale di valore (5 - 10%) la conservano ugualmente.
- Sono definibili come francobolli difettosi:
  - Francobolli con parti mancanti
  - Francobolli strappati o tagliati
  - Francobolli bucati
  - Francobolli con dentelli mancanti
  - Francobolli con abrasioni al recto
  - Francobolli assottigliati al verso
  - Interi postali ritagliati[23].
- Sono definibili come francobolli in cattivo stato di conservazione:
  - Francobolli con leggero assottigliamento al verso
  - Francobolli con pieghe
  - Francobolli con dentelli corti
  - Francobolli rovinati dall'umidità
  - Francobolli con ingiallimenti della gomma

### Lo stato di conservazione

Lo stesso francobollo nuovo ed usato emesso nel 1945 dalla Repubblica Sociale Italiana

Per "Stato di Conservazione" si intende la modalità alla quale un francobollo è stato conservato nel tempo. La prima distinzione va fatta tra “francobolli nuovi” e “francobolli usati”. Per francobolli nuovi si intendono quelli che non hanno assolto il loro compito di pagamento verso un servizio postale e dunque presentano al verso la loro gomma originale. Tra i francobolli nuovi occorre distinguere quelli la cui gomma presenta traccia di una linguella (MH - Mint Hinged) e quelli che non sono mai stati linguellati quindi con gomma integra (MNH - Mint Never Hinged). I cataloghi per quotare gli esemplari MNH, usano come simbolo due stelline o asterischi e mentre per quotare gli esemplari MH usano una sola stellina o asterisco. I francobolli senza gomma invece si utilizza come simbolo una sola stellina racchiusa tra due parentesi.
Per francobolli usati si intendono quelli che presentano al recto un timbro postale e l'assenza della gomma. Nel gergo filatelico ci si riferisce ai francobolli usati anche come "passati per posta". Se l'annullo non presenta la data leggibile o è particolarmente deturpante si determina un deprezzamento del valore. Alcuni particolari annulli che testimoniano eventi o date storiche spesso determinano un plus valore.

## La quotazione del francobollo da collezione

### La rarità
In linea di principio il fattore fondamentale che determina la quotazione ed il relativo prezzo di un francobollo è rappresentato dalla rarità. La rarità può dipendere da vari fattori: la durata della validità postale, la tiratura, la distruzione parziale, la data dell'annullo. Quanto più questi fattori contribuiscono ad aumentare la rarità di un francobollo, tanto più alta sarà la sua quotazione e dunque il prezzo commerciale.

### La qualità

Centratura

Accertata la rarità, il parametro fondamentale per determinare il valore di un francobollo è la qualità. Due esemplari simili e quindi di uguale rarità possono avere quotazione differente in base alla loro differente qualità. Per determinare la qualità occorre esaminare vari aspetti del francobollo:
- I dentelli devono essere tutti presenti e di lunghezza omogenea.
- La centratura della vignetta deve presentare un'eguale porzione di margine tra i quattro lati della vignetta e la dentellatura. Nei francobolli emessi senza dentellatura devono esserci dei buoni margini.
- La carta non assottigliata e senza abrasioni.
- Il colore ben definito e senza scoloriture.
- La gomma deve essere integra e priva di ingiallimenti dovuti ad ossidazioni o attacchi fungini (la cosiddetta ruggine).
- Se il francobollo è usato, l'annullo deve avere la data leggibile e non deve essere deturpante.

## Tecniche della filatelia

### Reperimento degli esemplari
Una collezione di francobolli può essere allestita con francobolli usati, nuovi o linguellati. Tutti hanno comunque un loro valore commerciale e la scelta dipende molto dai gusti personali, dalle capacità economiche del collezionista e dalla disponibilità del mercato filatelico. Tuttavia, dal punto di vista del valore della collezione, presentano un valore maggiore le collezioni omogenee cioè composte da esemplari tutti dello stesso tipo. Ad esempio collezioni costituite tutte da francobolli nuovi o tutte da francobolli usati. Le collezioni miste sono sempre notevolmente deprezzate in caso di vendita. I francobolli contemporanei vengono venduti dagli sportelli filatelici presenti in oltre 400 città italiane. I francobolli più vecchi di 2 o 3 anni possono invece essere acquistati presso le ditte specializzate, presso le case d'asta oppure su internet sui siti filatelici specializzati o le note piattaforme di vendita generalista.

### Ammollo (francobolli con gomma)
L'ammollo è l'operazione che consente di staccare un francobollo gommato dal supporto cartaceo che lo sostiene. Tale operazione deve essere eseguita solo dopo essersi accertati che il francobollo conservato sul suo supporto originale non rappresenti un maggior valore rispetto all'esemplare sciolto (per i francobolli dell'800). Per eseguire il lavaggio viene usata una bacinella o anche il lavabo. Per la fase successiva di asciugatura è indispensabile utilizzare la carta assorbente. Non utilizzare mai la carta di giornale perché rilascia la stampa a contatto con il francobollo bagnato. I francobolli vanno immersi nelle vasche avendo cura di rivolgere la vignetta verso l'alto.
Per staccare in modo corretto un francobollo usato dal suo frammento cartaceo è opportuno procedere in questo modo:
1. si pone il frammento in una bacinella piena di acqua fredda per circa 20/30 minuti (dipende dalle caratteristiche della gomma più o meno tenace).
2. si pone poi il francobollo bagnato tra due fogli di carta assorbente per pochi minuti. Usare sempre le pinzette, con le dita si può rompere.
3. prima della sua completa asciugatura lo si pone sotto un peso (es. sotto un libro) per evitare che assuma pieghe e deformità.
4. quando è completamente asciutto lo si può riporre nell'album (in genere dopo almeno una mezza giornata).

### Distacco (francobolli autoadesivi)
In questo caso si utilizzano solventi specifici (ad esempio la benzina rettificata) che, applicata con un contagocce sul retro del supporto cartaceo, consente il distacco del francobollo senza alcun deterioramento dell'esemplare, il quale conserva la caratteristica adesività. Per inserirlo in un album, occorre disattivare tale caratteristica (ad esempio utilizzando un po' di talco sul retro). Alcuni collezionisti preferiscono invece conservare il frammento integro, ritagliando il supporto cartaceo -che contiene il francobollo- in prossimità del perimetro dello stesso, avendo cura di non intaccare i dentelli durante questa delicata operazione.

### Classificazione

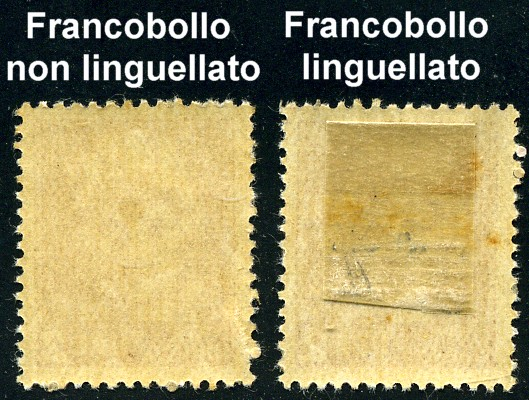
Linguellato

La classificazione è quell'operazione che consente di ordinare i francobolli in base a caratteristiche omogenee. Per tale operazione è utile l'uso di apposite pinzette che consentano di maneggiare i francobolli senza toccarli direttamente con la mano e una lente di ingrandimento per osservare meglio i particolari della vignetta e ovviamente dell'album detto anche classificatore.

#### Classificazione in base allo stato di conservazione
In base allo stato di conservazione si distinguono: nuovi, usati, linguellati, su frammento cartaceo e su lettera. Di fronte ad esemplari di notevole valore allo stato di nuovo con gomma integra ma fortemente deprezzati dall'applicazione della linguella, sono stati scoperti moltissimi casi di manipolazione ai fini di truffa nei quali i francobolli avevano subito un processo di riapplicazione della gomma detto “rigommatura". I francobolli rigommati possono essere riconosciuti da un perito filatelico e non possono essere commercializzati al fine di interrompere la catena della truffa. Per varie ragioni vi sono anche alcuni francobolli nuovi ma privi di gomma. Alcuni francobolli antichi o di periodi di guerra possono essere senza gomma in quanto così venduti dagli uffici postali. Un esempio per tutti sono i francobolli della Cina durante il periodo della "Rivoluzione Culturale" che sono stati emessi quasi sempre senza gomma.

#### Classificazione in base alla data di emissione

Vignetta

Su questa base si raccolgono i francobolli in ordine cronologico di emissione i francobolli di uno stesso paese. Della stessa emissione possono poi essere classificate anche le possibili varietà di filigrana, di dentellatura, di carta, di gomma, ecc.. Per la classificazione è indispensabile l'uso del catalogo. La disamina va rivolta prima di tutto alla vignetta in quanto spesso evidenzia piccoli particolari che differenziano il francobollo dal resto della tiratura (ad esempio le varietà di riporto o delle tavole di stampa). Altro caso è le differenze di dentellatura che può essere determinata utilizzando uno strumento denominato odontometro, per scoprire se due esemplari apparentemente identici possano invece essere stati perforati in modo diverso. Un'attenzione maggiore va prestata per valutare la differenza dei francobolli prodotti da diverse stamperie, come accadeva in passato prima dell'affermarsi delle tipografie di stato. Attualmente, in Italia i francobolli vengono stampati dall'Istituto Poligrafico e Zecca dello Stato, fondato nel 1928. Altre tipografie note sono la austriaca Österreichische Staatsdruckerei, attiva dal 1850 anche per altri paesi e la inglese Thomas DeLaRue, una delle più grandi in assoluto al mondo nel settore delle stampe di sicurezza. Un'altra differenza, è il diverso tipo di stampa. In questo caso bisogna distinguere la calcografia, l'offset, il rotocalco, la litografia e la stampa tipografica. Inoltre, a volte francobolli apparentemente identici sono stati emessi in periodi diversi con differenti filigrane. Allo scopo si utilizza uno strumento denominato filigranoscopio.

#### Classificazione in base tematica
Su questa base si raggruppano i francobolli che rappresentano nella vignetta uno stesso soggetto (ad esempio: animali, treni, aerei, fiori, navi, calcio, sport, olimpiadi, automobili, ecc.) indifferentemente dalla cronologia e dal paese di emissione.

## Strumentazione per il collezionismo filatelico
Gli strumenti indispensabili per la filatelia sono: la lente di ingrandimento, le pinzette, l'odontometro, il filigranoscopio, gli album e il catalogo.
- La lente serve a vedere tutti i particolari della vignetta, dei dentelli e della gomma al fine di individuare, laddove esistano, le differenze tra due francobolli della stessa emissione, ma anche eventuali contraffazioni o difetti. Negli ultimi anni ha preso piede anche il microscopio tascabile con il quale è possibile osservare maggiori particolari.
- Le pinzette permettono di maneggiare i francobolli senza toccarli e dunque senza lasciare su di essi alcuna traccia. In particolare la sudorazione delle dita risulta molto dannosa alla gomma. Le pinzette filateliche hanno forme appiattite che consentono di maneggiare i francobolli senza il rischio di lesionare la carta.
- L'odontometro serve a misurare la dentellatura dei francobolli ed esattamente lo spazio che si interpone fra i dentelli. Conoscere l'esatta dentellatura consente di classificare correttamente ogni francobollo. Consiste in uno strumento graduato molto semplice da usare facendo combaciare il francobollo su apposite scale graduate a “pallini” o a “linee convergenti”.
- Il filigranoscopio è una piccola bacinella nera dove immergendo il francobollo con alcune gocce di benzina rettificata (esano) o con acqua distillata si riesce a vedere meglio la filigrana.
- L'album è un volume composto da pagine sciolte dove le taschine in derivati trasparenti della cellulosa consentono la conservazione del francobollo in condizioni ottimali. Sulle pagine possono essere stampate le riproduzioni dei francobolli e/o il riferimento numerico relativo al catalogo. Per tali motivi gli album consentono una raccolta ordinata secondo criteri collezionistici prestabiliti come ad esempio l'ordine cronologico di emissione per una determinata nazione. Alcuni editori producono album personalizzabili che permettono la conservazione ottimale anche delle raccolte tematiche o specializzate.
- Il classificatore è un volume composto da più pagine rilegate dove apposite strisce in pergamino consentono la conservazione del francobollo.
- ”La lampada di Wood” è una lampada che emette radiazioni ultraviolette attraverso le quali è possibile rilevare la fluorescenza o la fosforescenza dei francobolli, le riparazioni della carta, le rigommature[29].
- Il catalogo è quella pubblicazione che permette la classificazione dei francobolli e la loro valutazione economica.

### Cataloghi filatelici
Il catalogo è lo strumento di base indispensabile per il collezionismo perché rappresenta la bussola di riferimento per classificare i francobolli in base allo stato emittente, all'anno di emissione, ai colori, alle dentellature, alle filigrane e alle varietà presenti per quel determinato tipo di emissione. Inoltre, consente la corretta collocazione economica stabilendo la quotazione per l'esemplare nuovo, per quello linguellato, per quello usato e per quello su busta. Esistono in commercio numerosi cataloghi, che vengono aggiornati in genere annualmente. A puro scopo divulgativo, segue l'elenco delle più importanti pubblicazioni attive e di rilevanza internazionale con l'indicazione delle aree trattate:
- Bolaffi (Italia, Vaticano, San Marino)
- Cefilco (Bolivia)
- Maury (Francia, Monaco, Colonie francesi)
- Darnell (Canada)
- Edifil (Spagna, Colonie Spagnole)
- Facit (Danimarca, Finlandia, Norvegia, Svezia, Islanda, Faer Oer)
- Ferchenbauer (Austria Specializzato 1850-1918)
- Hellas – Karamitsos (Grecia)
- Hermes (Grecia, Cipro)
- Hibernian (Irlanda)
- Isfila (Turchia)
- Michel (Germania, Europa e resto del mondo)
- Moscadelli Franco (Regno d'Italia e varietà, gratuito sul sito)
- Netto (Austria)
- Norma (Finlandia, Aland)
- R.H.M. Brasil (Brasile)
- Sakura (Giappone)
- Sassone (Italia, Vaticano, San Marino, Occupazioni, Colonie Italiane)
- Scott (USA e resto del mondo)
- Stanley Gibbons (Gran Bretagna e resto del mondo)
- Unificato (Italia, Vaticano, San Marino, Occupazioni, Colonie)
- Unificato Internazionale (Europa, USA, Israele, Australia)
- Terrachini (Repubblica Sociale Italiana)
- Vaccari (Antichi Stati Italiani, Italia fino al 1900)
- Yvert & Tellier (Francia e resto del mondo)
- Yang (Cina e Hong Kong)
- Zumstein (Svizzera, Liechtenstein)

Utile al collezionista è anche la consultazione dei cataloghi d'asta e dei listini di vendita per verificare il reale valore dei francobolli sul mercato e per potersi regolare all'atto di un'eventuale compra-vendita. Alcune valutazioni infatti possono essere soggette a speculazioni momentanee. Anche i cataloghi sono soggetti a oscillazioni nelle quotazioni e per questo motivo hanno generalmente revisioni annuali. È importante sottolineare che è necessario utilizzare queste fonti come puramente indicative, nello stabilire un prezzo di vendita, poiché molte sono le variabili da applicare per ogni singolo esemplare (ad esempio la centratura e lo stato di conservazione dell'esemplare).

### Album filatelici
Sono numerose le ditte che producono album di francobolli con fogli mobili e con taschine trasparenti, così come i classificatori. La differenza tra i primi ed i secondi consiste nel fatto che un album è personalizzato per la collezione che deve ospitare, in quanto contiene didascalie relative a nome dell'emissione, anno e caratteristiche tecniche (filigrana, dentellatura) e inoltre le tasche protettive in materiale trasparente sono delle dimensioni dei pezzi da ospitare; gli album vengono prodotti industrialmente ma possono essere anche realizzati artigianalmente, partendo da idonei materiali
Invece un classificatore consiste in fogli con strisce di materiale trasparente (generalmente pergamino) a tutta larghezza di pagina, per ospitare più o meno provvisoriamente una collezione. Essi sono di varie fogge e presentano diverse caratteristiche. Il materiale utilizzato per gli album ed i classificatori per l'ottimale conservazione nel tempo dei propri francobolli. Elenchiamo qui di seguito a puro scopo divulgativo i nomi di alcune ditte italiane e straniere di album filatelici:
- Abafil, Italia[32]
- GBE – Giulio Bolaffi Editore, Italia[33]
- Leuchtturm, Germania[34]
- Marini, Italia[35]
- MasterPhil, Italia
- Safe, Germania

## Periti filatelici
Il perito filatelico rappresenta un'importante figura di professionista della filatelia. Tali professionisti svolgono principalmente un'attività di verifica e di controllo di tutti gli oggetti di interesse della filatelia (francobolli, aerogrammi, buste affrancate, cartoline postali, ecc.) al fine di accertarne l'autenticità. Per tale scopo, rilascia appositi certificati fotografici riportanti l'immagine dell'oggetto esaminato. In genere i certificati vengono poi firmati ed autenticati con il timbro a secco personale del perito che lo rilascia.
Altre attività svolte dal perito filatelico sono: la stima di collezioni filateliche per la vendita o per effettuare una divisione ereditaria, l'assistenza presso le case d'aste filateliche, l'emissione di perizie legali qualora vengano richiesti da un tribunale per usi civili o penali, perizie assicurative, ecc.
Altro requisito importante è che essi non svolgano attività commerciali filateliche ad ulteriore conferma della loro professionalità ed imparzialità di giudizio.

## Emissioni filateliche in Italia
Ogni anno Poste Italiane emette circa 100 francobolli diversi, la maggior parte ordinari da 1,30 euro (corrispondente alla tariffa per la spedizione con posta ordinaria per l'interno del territorio nazionale; Posta4). Essi raffigurano vari temi e celebrano personalità, eventi storici, luoghi, folclore, arte, ecc.